# 偶然 (校園民歌)
校園民歌《偶然》於1974年寒假由臺大學生吳統雄，和其他幾位擔任山野服務、救國團自強活動的輔導員們共同創作的。因歌詞清新易唱，一時間幾乎成為救國團歌。但不知為何，後來坊間出現作者為「林伯宜」和「劉家昌」的記載。

## 作曲者
2008年，「四年級部落格」的網友們秉懷舊之意追根究柢，結果找到林伯宜先生，出面說明當年「掛名」的經過，同時促成了「偶然35年重聚，2008」。
2010年，由一群4、5年級生包括「偶然」這首歌的作者吳統雄先生連署投書，要求劉家昌先生出面說明，「偶然」不是劉家昌的作品！投書內容如下：「我們是一群熱愛民歌「偶然」的四、五年級校友，也認識這首歌的作者吳統雄，但不知這首歌為何掛在劉家昌先生名下？」針對此連署投書要求正名一事，劉家昌先生亦透過所屬經紀公司發表聲明澄清表示：關於偶然這首歌，他從來都沒說過是他寫的，也沒有拿過一毛版稅，也反批吳統雄身為師長，卻莫名指控他人有失道德。
2011年底，有部分人士認為此事，可能只是吳統雄想要沾劉家昌的名氣，所刻意營造的事件。此事，目前已成為各說各話的羅生門。

## 曾演唱的歌手
- 銀霞
- 卓琇琴(20100223中國時報及TVBS報導，證實卓琇琴是該歌的原唱者)
- 費玉清
- 張清芳
- 吳統雄
- 符濟群
- 芝麻與龍眼

## 資料來源
- 民歌 - 偶然 （页面存档备份，存于）
- 被禁唱的民歌手[]
- 站在幕後的歌手－－吳統雄[永久]
- 民歌 - 偶然 （页面存档备份，存于）
- 「偶然」的「關鍵時刻」 （页面存档备份，存于）
- 四年級部落格「偶然」正名事件 （页面存档备份，存于）
- 民歌偶然35年重聚影音 （页面存档备份，存于）